# 中村町駅
中村町駅（なかむらまちえき）は、かつて兵庫県多可郡中町（現：多可町中区）中村町字巴流にあった西日本旅客鉄道（JR西日本）鍛冶屋線の駅。中町の中心駅であった。

## 歴史
- 1923年（大正12年）
  - 5月6日：播州鉄道の播鉄中村駅（ばんてつなかむらえき）として開業[1]。一般駅[1]。
  - 12月21日：播丹鉄道に譲渡。
- 1943年（昭和18年）6月1日：播丹鉄道が国有化、鉄道省鍛冶屋線の中村町駅となる[1]。
- 1962年（昭和37年）9月1日：貨物の取扱いを廃止（旅客駅となる）[1]。
- 1973年（昭和48年）10月1日：荷物の取扱いを廃止[2]。
- 1987年（昭和62年）4月1日：国鉄分割民営化により、JR西日本が継承[1]。
- 1990年（平成2年）4月1日：鍛冶屋線廃線に伴い廃止[1]。
- 2002年（平成14年）：駅跡地に整備した公園、「JR鍛冶屋線中村町駅跡『あかね坂公園』」が平成14年度手づくり郷土賞（地域整備部門部門）を受賞する[3]。

## 駅構造

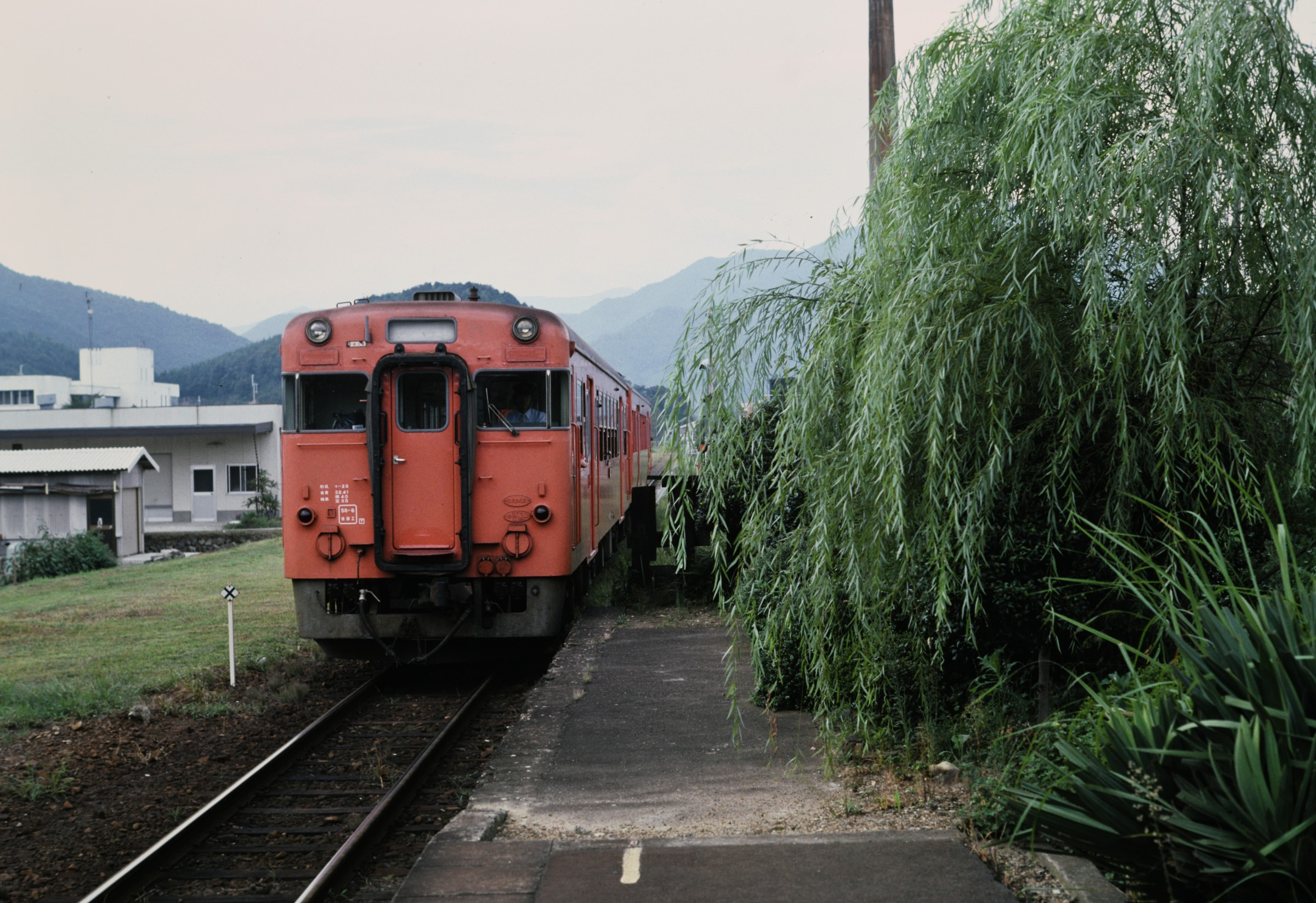
中村町駅のホームに進入するキハ23

単式ホーム1面1線を有していた地上駅。大きな木造駅舎が残っていた。

## 駅周辺
- 北はりま消防組合西脇消防署多可出張所
- 中町郵便局
- 大歳神社
- 国道427号
- 兵庫県道86号多可柏原線
- ウイング神姫「中村町」停留所
- 杉原川

## 現状
駅の跡地は「あかね坂公園」として整備され、駅名標や汽車を模したベンチ、枕木を利用した階段などがある。2002年（平成14年）に平成14年度手づくり郷土賞（地域整備部門部門）を受賞している。なお、当駅の駅名標は鍛冶屋駅の旧駅舎を整備・保存した鉄道資料館（鍛冶屋線記念館）にも保存されている。

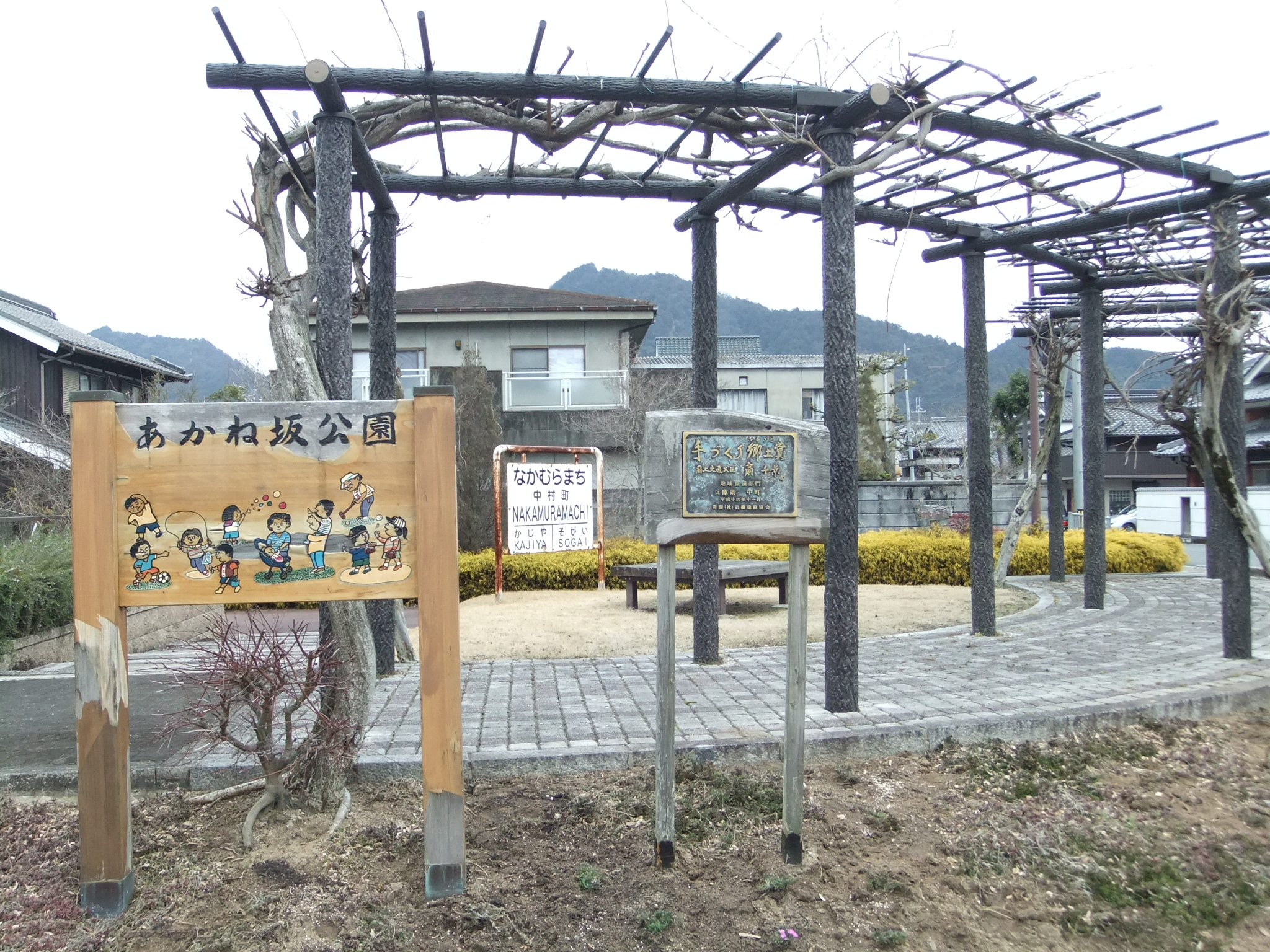
中村町駅跡「あかね坂公園」（2017年3月）
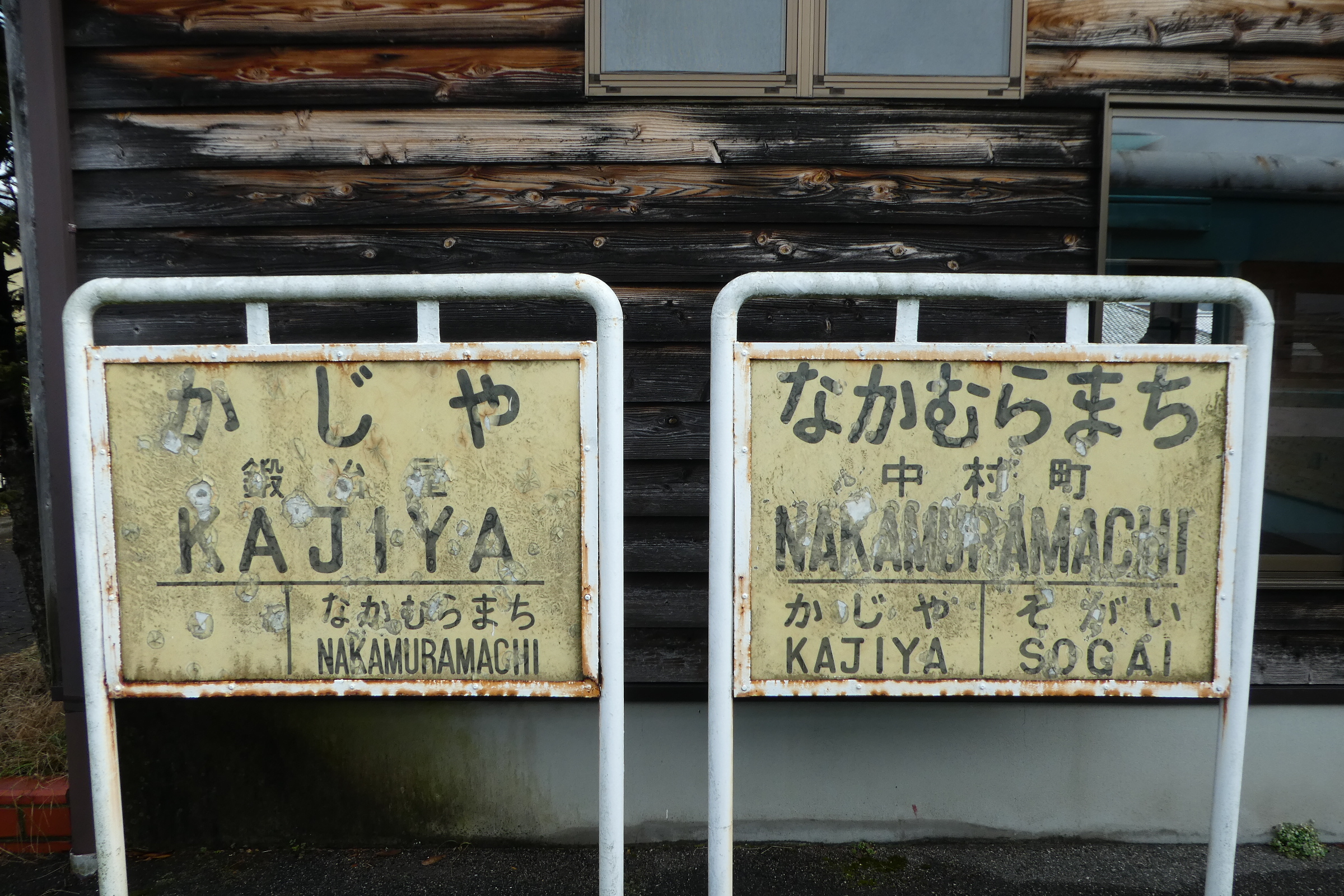
鍛冶屋線記念館（鍛冶屋駅旧駅舎）に保存された駅名標（画像右側）

## 隣の駅
西日本旅客鉄道（JR西日本）
鍛冶屋線
曽我井駅 - 中村町駅 - 鍛冶屋駅